# Hardin & York

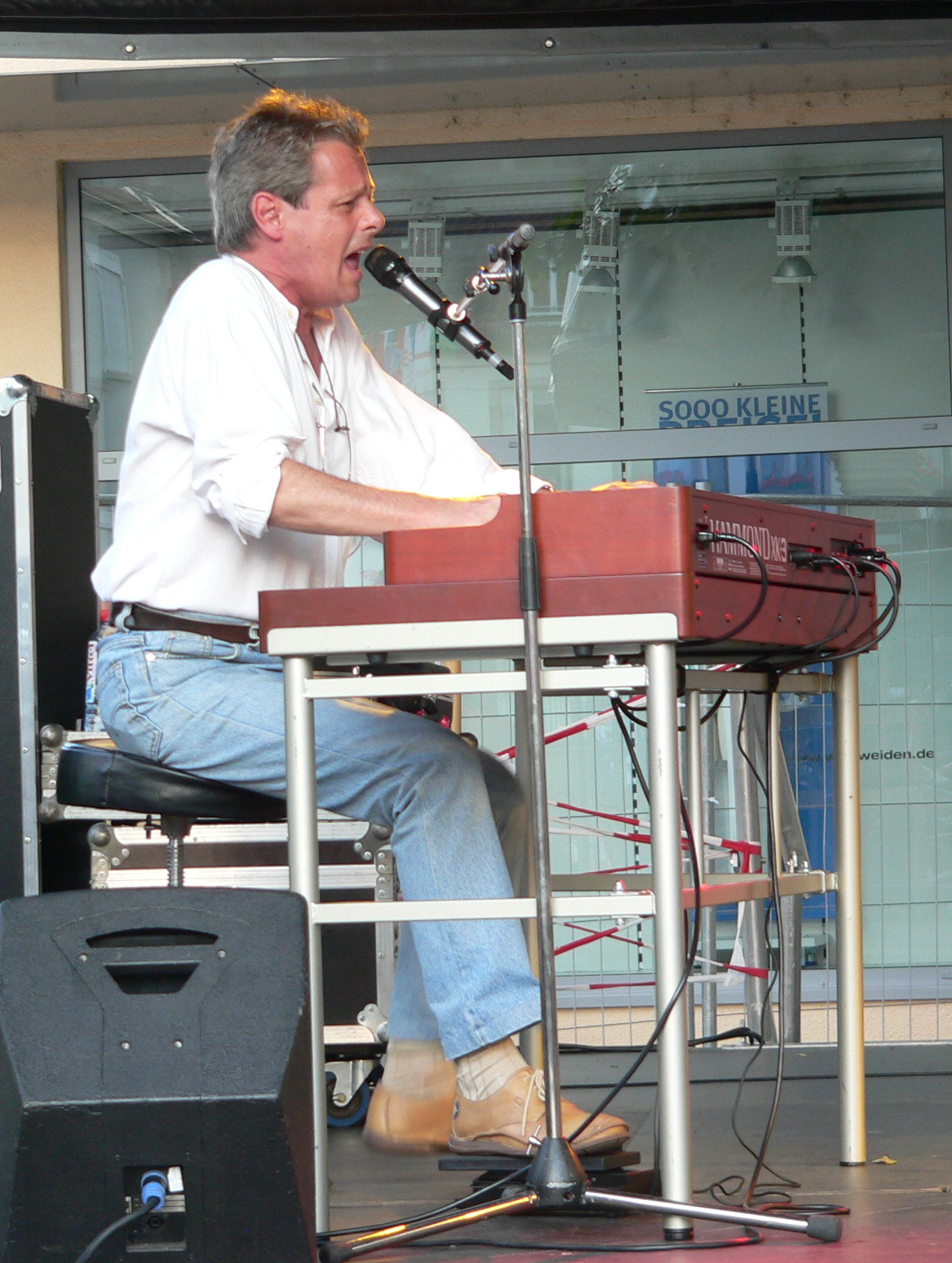
Eddie Hardin 2006

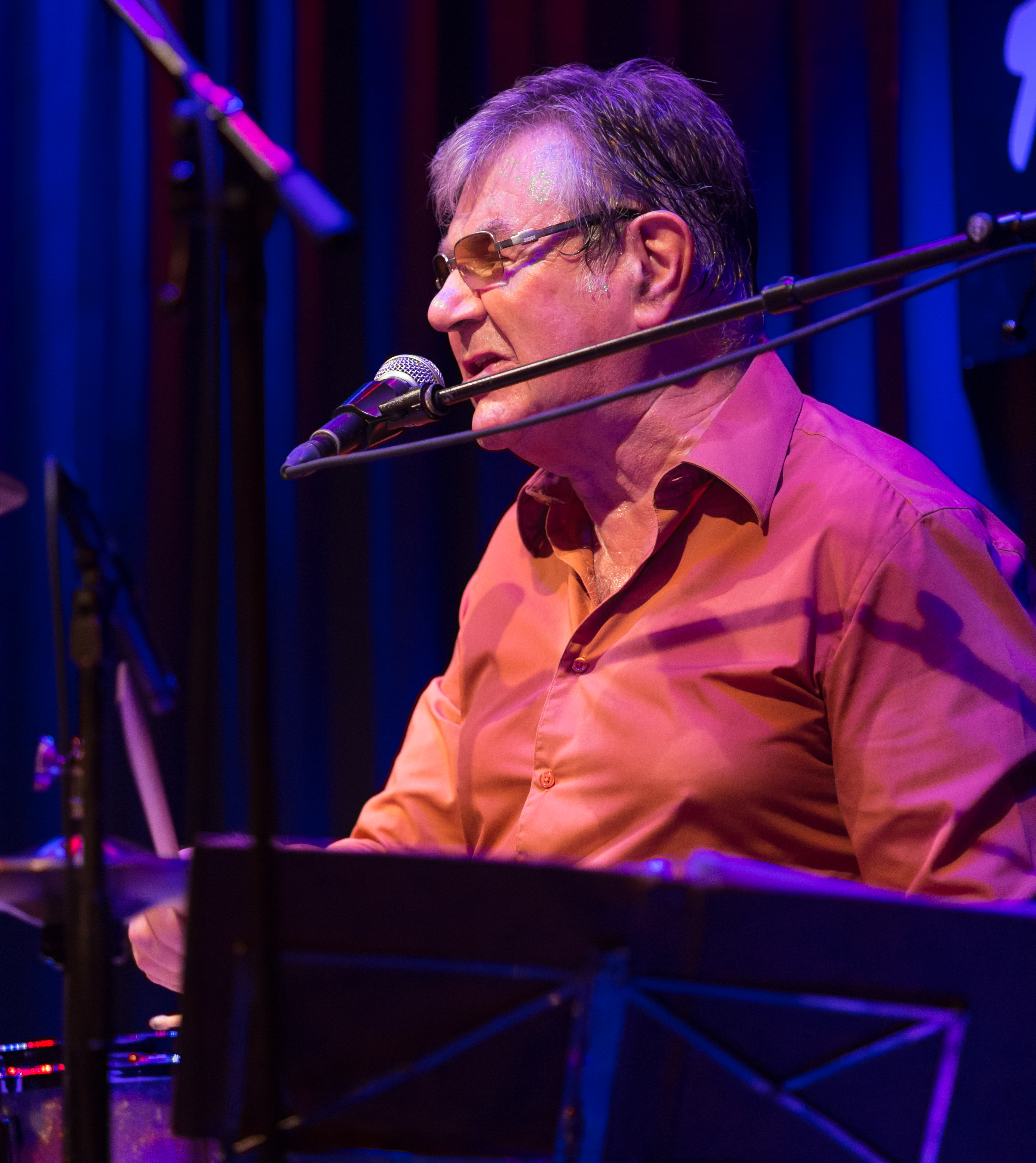
Pete York 2013

Hardin & York war ein britisches Rockduo, das um 1970 herum vor allem in Deutschland großen Erfolg hatte.
Eddie Hardin (Keyboards) und Pete York (Schlagzeug) sind mit der Spencer Davis Group bekannt geworden, die sie beide im Oktober 1968 verließen. Zunächst verfolgten die beiden verschiedene andere Projekte, bevor sie sich zu einem Duo zusammenschlossen.
Der erste Auftritt von Hardin & York fand am 31. August 1969 im Londoner Marquee Club statt. Danach hatten sie Verpflichtungen im Hamburger Star Club und bei einem Festival in Essen.
Das erste Album Tomorrow Today erschien Ende 1969. Ein Kritiker beurteilte Hardin & York als eine Mischung von Procol Harum und Traffic. Das Album verkaufte sich gut, vor allem auf dem europäischen Festland, aber auch in Amerika, erstaunlicherweise jedoch nicht in England. Am Album mitgewirkt hatten Herbie Flowers (Bass), Vic Flick (Gitarre) sowie als Background-Sängerinnen Sue und Sunny, die Ehefrauen zweier Roadies von Hardin & York.
Der Mitschnitt eines Auftritts 1970 in Deutschland erschien 1971 ohne Wissen der Band als Bootleg-Album. Anfang 1971 traten Hardin & York als Vorgruppe von Deep Purple auf. Zu dieser Zeit hatten beide Musiker neben Hardin & York auch eigene Bands, York die Pete York Percussion Band, Hardin die Formation Hardin/Fenwick/Newman. 1971 erschien auch ein Soloalbum von Eddie Hardin.
1972 schloss sich Ray Fenwick (Gitarre) Hardin & York an, und sie traten als Hardin, York & Fenwick auf. 1973 gab es ein Revival der Spencer Davis Group. 1974/75 spielten sie zusammen mit Charlie McCracken (Bass, ex-Taste) erneut als Trio. Danach traten Hardin & York unter diesem Namen nur noch gelegentlich bei Festivals auf. 1995 brachten sie das Album Still A Few Pages Left heraus.
Von 2008 bis 2012 spielte Pete York u. a. in der Band von Helge Schneider.
Hardin & York kamen danach wieder für regelmäßige Auftritte zusammen, bis zum Tod von Eddie Hardin am 22. Juli 2015.

## Diskografie
| Alben: - 1969 – Tomorrow Today - 1970 – The World’s Smallest Big Band - 1971 – Live In The '70s - 1971 – For The World - 1971 – The Hardin & York Bootleg - 1974 – With Charlie McCracken - 1981 – Hardin & New York - 1995 – Still A Few Pages Left - 2000 – Listen Everyone… The Best Of Hardin & York | Singles: - 1969 – Tomorrow Today - 1969 – Candlelight - 1970 – I Can’t Find My Way Home - 1974 – Back Row Movie Star (mit McCracken) |